# Biadoliny Radłowskie
Biadoliny Radłowskie – wieś w Polsce położona w województwie małopolskim, w powiecie tarnowskim, w gminie Wojnicz.
W latach 1954–1961 wieś należała i była siedzibą władz gromady Biadoliny Radłowskie, po jej zniesieniu w gromadzie Biadoliny Szlacheckie. W latach 1975–1998 miejscowość administracyjnie należała do województwa tarnowskiego.

## Części wsi
| SIMC    | Nazwa         | Rodzaj    |
| ------- | ------------- | --------- |
| 0835762 | Dąbrówka      | część wsi |
| 0835779 | Dół           | część wsi |
| 0835785 | Drogi         | część wsi |
| 0835791 | Góra          | część wsi |
| 0835800 | Koło Kościoła | część wsi |
| 0835816 | Nowy Świat    | część wsi |
| 0835822 | Od Dębiny     | część wsi |
| 0835839 | Pieniężyska   | część wsi |
| 0835845 | Pod Gorzelnią | część wsi |
| 0835851 | Za Torem      | część wsi |

## Warunki naturalne
Wieś jest położona na wschodnim skraju Podgórza Bocheńskiego na obszarze łagodnych wzniesień o wysokości 230–270 m n.p.m. Przepływa przez nią potok Pokrzywka, dopływ Kisieliny.

## Historia i demografia

### Prehistoria
Powierzchniowe badania archeologiczne prowadzone na terenie wsi w latach 80. XX wieku wskazują na ślady osadnictwa z epoki kamiennej (neolit).

### XV wiek
Biadoliny, których części zwano także Biadolinami Biskupimi i Biadolinami Kapitulnymi, zostały wzmiankowane po raz pierwszy w 1415 roku (sołtys Stanisław); początkowo stanowiły własność rycerską. W 1494 roku wieś została zakupiona przez prymasa Polski, kardynała Fryderyka Jagiellończyka, i włączona do tzw. klucza radłowskiego dóbr biskupów krakowskich (od nazwy miejscowości Radłów). W XV wieku Biadoliny należały do powiatu wojnickiego w województwie krakowskim.

### XVI i XVII wiek
W XVI wieku wieś należała administracyjnie do powiatu pilzneńskiego w województwie sandomierskim (Districtus Pilznensis, Palatinatus Sandomirensis). W 1536 roku w dobrach biskupich w Biadolinach mieszkało 16 kmieci i 4 zagrodników; we wsi znajdowała się karczma i produkowano miody. W 1581 roku dobra biskupie w Biadolinach obejmowały 7 łanów gruntu; we wsi mieszkało 18 kmieci, 3 zagrodników, 3 komorników, 2 ubogich i 3 rzemieślników. Po 1630 roku Biadoliny przeszły w wieczystą dzierżawę kapituły krakowskiej.

### XVIII wiek
W XVIII wieku na terenie miejscowości powstały cegielnia i gorzelnia. W 1772 roku, po I rozbiorze Polski, wieś znalazła się na terytorium Austro-Węgier. Dobra radłowskie biskupów krakowskich, obejmujące wraz z Biadolinami Radłowskimi około 20 wsi, zostały czasowo zasekwestrowane przez władze austriackie w 1782 roku, gdy biskupem krakowskim był Kajetan Ignacy Sołtyk, a w 1785 roku uległy całkowitej konfiskacie i stały się galicyjskimi dobrami kameralnymi. Następnie zasiliły fundusz religijny utworzony patentem cesarskim z dnia 15 lipca 1785 roku. W tym okresie miejscowość należała administracyjnie do cyrkułu bocheńskiego, okręg Radłów, a pieczęć gromady Biadoliny Radłowskie przedstawiała św. Wawrzyńca w szatach diakońskich z atrybutami męczeństwa w rękach.

### XIX wiek
W 1808 roku wieś liczyła 559 mieszkańców i 109 domów złożonych z 147 izb; w 1820 roku kupił ją od funduszu religijnego baron Karol Badenfeld. W 1856 roku przez Biadoliny Radłowskie poprowadzono Kolej galicyjską im. Karola Ludwika (niem. k.k.priv. Galizische Carl Ludwig-Bahn (CLB)), ze stacją kolejową w Biadolinach Szlacheckich.
W 1857 roku miejscowość liczyła 785 mieszkańców; w tym okresie właścicielem dóbr tabularnych w Biadolinach Radłowskich był hrabia Wilhelm Hompesch (1799–1861), właściciel majątku w Rudniku nad Sanem; do rodziny Hompeschów należał również majątek w Radłowie.
W 1867 roku w Biadolinach Radłowskich założono staraniem gminy szkołę wiejską; w 1874 roku decyzją Rady Szkolnej Krajowej we Lwowie została ona uznana za szkołę etatową, podlegającą władzom szkolnym Galicji. Obecnie we wsi działa publiczna szkoła podstawowa i publiczne gimnazjum, które w 2009 roku otrzymało imię księdza Józefa Łakomego, wieloletniego proboszcza parafii w Biadolinach.
W 1872 właścicielem posiadłości w Biadolinach Radłowskich był Ludwik Helcel (1810–1872), bankier i filantrop, wiceprezydent Krakowa z rodziny krakowskich bankierów, których nazwisko brzmiało pierwotnie Hölzel von Sternstein, żonaty z Anną Helcel z Treutlerów (1813–1880); do Ludwika Helcla należała także posiadłość w Radłowie. Anna Helcel, jako właścicielka dóbr radłowskich, na prośbę gminy obdarowała szkołę wiejską w Biadolinach kawałkiem gruntu.
W 1880 roku Biadoliny Radłowskie liczyły 153 domy i 922 mieszkańców; oprócz szkoły ludowej jednoklasowej znajdowała się tam kasa pożyczkowa gminna.
W 1890 roku wieś liczyła 892 mieszkańców; właścicielem posiadłości w Biadolinach Radłowskich był Henryk Dolański (1856–1935) z Grębowa, będący również właścicielem posiadłości w Radłowie.
Według spisu ludności z dnia 31 grudnia 1900 roku miejscowość liczyła 891 mieszkańców (429 płci męskiej i 462 płci żeńskiej), z czego 877 było wyznania rzymskokatolickiego, a 14 wyznania mojżeszowego. W tym czasie Biadoliny Radłowskie obejmowały 1568 hektarów gruntu (w tym 572 hektarów pól, 100 hektarów łąk i 812 hektarów lasu); we wsi znajdowały się 173 domy i szkoła ludowa dwuklasowa.

### Od XX wieku
W okresie I wojny światowej w miejscowości przeprowadzono pierwszą udaną próbę kierowania ogniem baterii artylerii z samolotu drogą radiową, czyli bez bezpośredniej widoczności miejsca ostrzeliwania. W styczniu 1915 roku zostały ostrzelane i zniszczone pozycje obronne wojsk rosyjskich znajdujące się pod Tarnowem. Ostrzał prowadzono z wykorzystaniem czterech najcięższych moździerzy Škoda o kalibrze 305 mm rozmieszczonych w rejonie Biadolin Radłowskich, a obserwacje były prowadzone z wykorzystaniem dwupłatowca Albatros B. I o imieniu „MUZZL” z Flik 1 (Fliegerkompanie 1) wyposażonego w radiotelegraf, którego załogę tworzyli: oberleutnant Max Hesse i oberleutnant Ludwig Dumbacher. Samolot ten wystartował z lotniska polowego armii austro-węgierskiej położonego w Biadolinach Radłowskich.
W 1918 roku wieś liczyła 956 mieszkańców; właścicielem posiadłości w Biadolinach Radłowskich i Radłowie był w dalszym ciągu Henryk Dolański. W 1920 roku miejscowość weszła w skład województwa krakowskiego. W tym okresie Henryk Dolański przeprowadził prywatną parcelację dworskich gruntów i w 1922 roku pozostały przy nim tylko lasy. Po jego śmierci ich właścicielem został Henryk Skrzyński, syn Ireny Dolańskiej, córki Henryka Dolańskiego.
W okresie II wojny światowej miejscowość znajdowała się na terenie dystryktu krakowskiego Generalnego Gubernatorstwa. W czasie okupacji niemieckiej w tym rejonie działała konspiracyjna Armia Krajowa; uczestniczył w niej m.in. nauczyciel i kierownik szkoły w Biadolinach, porucznik Adam Bartosz „Kmicic” (1909–1944), oficer dywersji w Obwodzie AK „Batuta” – Brzesko. W 1944 roku jeden z mieszkańców wsi został rozstrzelany przez Gestapo z Krakowa za udzielanie pomocy Żydom. Wojska niemieckie wycofały się z rejonu Biadolin w styczniu 1945 roku w wyniku ofensywy styczniowej Armii Czerwonej na odcinku 1 Frontu Ukraińskiego.
W 2008 roku wieś liczyła 1241 mieszkańców i miała obszar 1562,47 hektarów.

## Parafia, obiekty sakralne, podania religijne
Parafia pw. Najświętszego Serca Pana Jezusa w Biadolinach została utworzona w 1938 roku; przedtem Biadoliny Radłowskie należały do parafii pw. św. Wawrzyńca w Wojniczu. We wsi znajduje się kościół parafialny wzniesiony w latach 1964–1967, cmentarz parafialny i dwie kapliczki: św. Stanisława Biskupa, pochodząca z XIX wieku, oraz św. Piotra i św. Pawła. Parafia w Biadolinach należy do dekanatu w Porąbce Uszewskiej w diecezji tarnowskiej i obejmuje wsie Biadoliny Radłowskie, Biadoliny Szlacheckie oraz Perła.
Proboszczami parafii w Biadolinach byli kolejno: ks. Józef Pochroń (lata 1938–1961), ks. Józef Łakomy (lata 1961–1993), ks. Antoni Gieroń (lata 1993–2015) i ks. Zbigniew Dudek (od 2015 roku).
W kościele parafialnym w Biadolinach znajdują się zabytkowe rzeźby przeniesione z kapliczki wiejskiej: św. Anna Samotrzeć, gotycka, ok. 1500 roku; św. Jan Chrzciciel, barokowa, z XVIII wieku; św. Piotr i św. Paweł, barokowe, z XVIII wieku.
Z kapliczką św. Piotra i św. Pawła znajdującą się na terenie wsi wiąże się legenda ludowa o apostołach, którzy przywrócili wzrok niewidomemu wodą z cudownego źródełka.

## Inne
W miejscowości działa Ludowy Klub Sportowy „Pogoń” Biadoliny Radłowskie, założony w 1946 roku, i znajduje się jednostka Ochotniczej Straży Pożarnej, która w 2007 roku obchodziła stulecie istnienia. W Biadolinach Radłowskich mieści się siedziba leśnictwa, podległego nadleśnictwu w Dąbrowie Tarnowskiej.
W miejscowości urodził się Antoni Wolak, poeta polski mieszkający w Calgary w Kanadzie.